# یواس‌اس وایومینگ (بی‌ام-۱۰)
یواس‌اس وایومینگ (بی‌ام-۱۰) (به انگلیسی: USS Wyoming (BM-10)) یک کشتی بود که طول آن ۲۵۵ فوت ۱ اینچ (۷۷٫۷۵ متر) بود. این کشتی در سال ۱۹۰۰ ساخته شد.